# 山田克己
山田 克己（やまだ かつみ、1929年7月7日  – 2000年9月28日）は、日本の政治家、教諭。元愛知県津島市長（3期）。

## 経歴
愛知県津島市出身。生家は歯科医。愛知県立津島中学校（現・愛知県立津島高等学校）卒業。1951年、岡崎高等師範学校卒業。愛知県立起工業高等学校教諭や愛知県立津島高等学校の教諭、教頭を務め、愛知県立美和高等学校校長などを歴任。
津島市長の井桁克の出納責任者が1987年4月の市長選で現金買収事件を起こし、1988年1月、有罪判決が確定。井桁は連座制の適用により当選が無効とされ、失職が決まる。しかし井桁は失職前に2月1日付で辞職し、すぐにやり直し選挙への出馬を表明した。井桁派の市議15人の多くは海部郡十四山村（現・弥富市）の吉川博参議院議員の家に頻繁に通い、指示を仰いだ。井桁の独走かと思われたが、愛知県立津島高等学校校長だった山田も市長選への出馬を決意。2月11日、吉川博にあえて面会を求め、出馬の意向を打ち明けた。2月13日には江崎真澄と海部俊樹に相次いで面会。両衆議院議員は前年の市長選で井桁の対立候補の平岩和子元市議を支援したため、味方になってくれるという読みが山田にはあった。
こうした水面下の活動が功を奏し、3月13日、自民党・社会党・民社党の3党の推薦を得た山田は大差で井桁らを破り、初当選を果たした。
1996年、元助役の椙村静雄との一騎打ちを制し3選。
2000年9月28日、肝不全のため死去。71歳没。

## 協定書
全国藤の都市13市と災害相互応援協定書を締結。